# مدل پا
مدل پا شخصی است که برای پوشیدنی های مربوط به پا از قبیل کفش، جوراب، زیورآلات پا، لاک پا و غیره مدل است. در اغلب تبلیغات رسانه ای مربوط به موارد فوق از مدل های پا استفاده می شود. از مدل پاهای مشهور می توان به زارا میلر، آشلیق موریث، کلر اسمیت و الیشا کاتبرت اشاره کرد.